# Mitsui
Mitsui & Co., LTD. (三井物産株式会社 „Trei fântâni”?) este o companie japoneză cu multiple activități, ce includ construcțiile, mineritul, petrochimia, etc. Face parte din grupul de companii care sunt membre ale keiretsu-ului (conglomerat neoficial) Mitsui. 

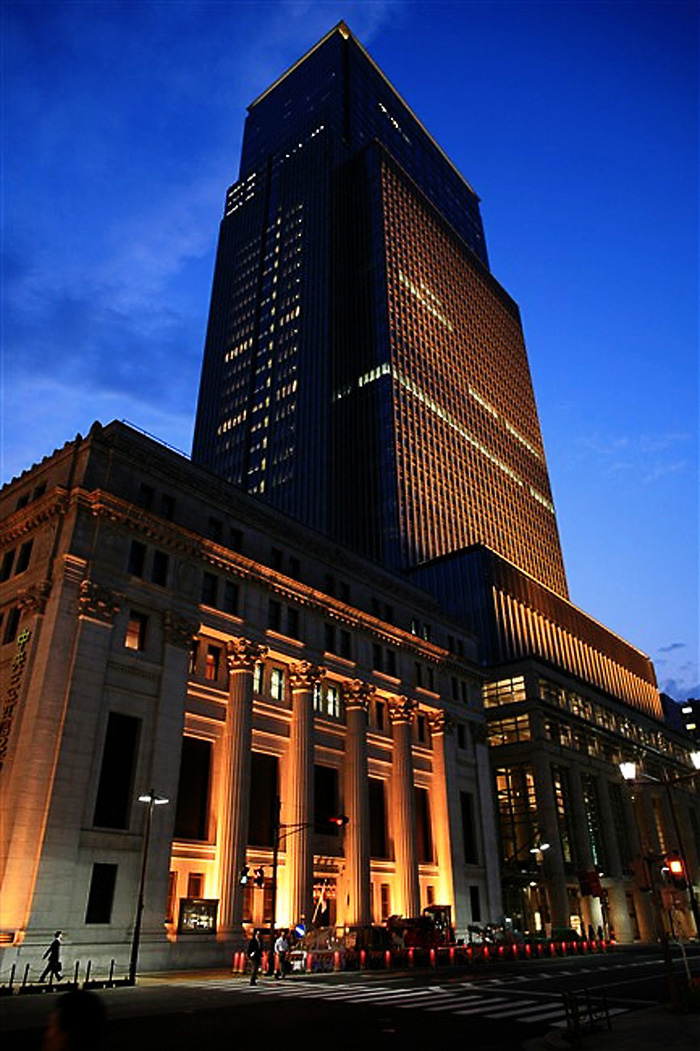
Sediul principal, vechi şi nou, al firmei Mitsui

Istoria companiei începe în anul 1616, când Sokubei Mitsui, refugiindu-se de trupele lui Nobunaga Oda la Matsusaka (80 km sud de Kyoto), a renunțat la privilegiile de samurai și a deschis o fabrică de sake și sos de soia. Nu a prosperat prea mult din această afacere, dar datorită faptului că soția sa, fiica unui negustor, era foarte chibzuită, au adunat destui bani pentru a trimite fiul cel mai mare la Edo (actualul Tokio) să deschisă un magazin de stofe de kimonouri. 
Dar fiul cel mai mic, Takatoshi, este totuși considerat inițiatorul firmelor Mitsui, deoarece sub conducerea lui firma s-a dezvoltat de la două magazine de stofe de kimonouri (numite „Echigoya”, unul la Kyoto, iar celălalt la Edo, 1673) la ceea ce urma să devină primul magazin universal din Japonia, Mitsukoshi. La fel, a deschis și trei bănci, în 1683 la Edo, 1686 la Kyoto și 1691 la Osaka.
Takatoshi a revoluționat metoda de a vinde bunuri de consum în Japonia, prin faptul că a pus o firmă deasupra magazinului care zicea „Preț unic și plata numai în numerar”. Până atunci, negocierea prețului era metoda obișnuită la vânzare/cumpărare, însă cumpărătorii au apreciat faptul că toți, bogați sau săraci, plăteau același preț, și astfel afacerile magazinului au înflorit. De asemenea, Takatoshi vindea stofă de orice lungime dorea clientul, nu ca ceilalți vânzători care vindeau numai la o lungime, anume ca. 12 yarzi, cât era necesar pentru confecționarea unui kimono. El a introdus diviziunea muncii în magazine (bungyō) și a încurajat productivitatea prin acordarea de prime.
Ca reclamă, magazinul dădea clienților umbrele cu logoul Mitsui când ploua, astfel că logoul putea fi întâlnit în tot orașul. La fel, Takatoshi plătea scriitori să menționeze magazinul în piesele lor de teatru, și litografi să facă litografii ale magazinului. Datorită acestiu lucru, astăzi există litografii ale magazinului Echigoya din Tokio.
În anii 1680, familia Mitsui transporta mari sume de bani de la Edo (unde aveau magazinele) la Kyoto (de unde cumpărau stofele). În acelați timp, mari sume de bani din taxele percepute la Kyoto erau transportate la Edo, unde shogunatul avea reședința. Aceste transporturi de bani erau mereu în pericol de a fi jefuite. Astfel, în 1691 Takatoshi a semnat un contract cu shogunatul, prin care urma ca el să perceapă taxele la Kyoto și Osaka în numele shogunului, iar după 150 de zile să dea banii shogunatului la Edo. Deci era convenabil pentru ambele părți, îndeosebi pentru familia Mitsui care putea folosi bani fără dobândă timp de 5 luni de zile, bani cu care cumpărau stofe, dar pe care în marea lor majoritate îi împrumutau cu dobândă. 

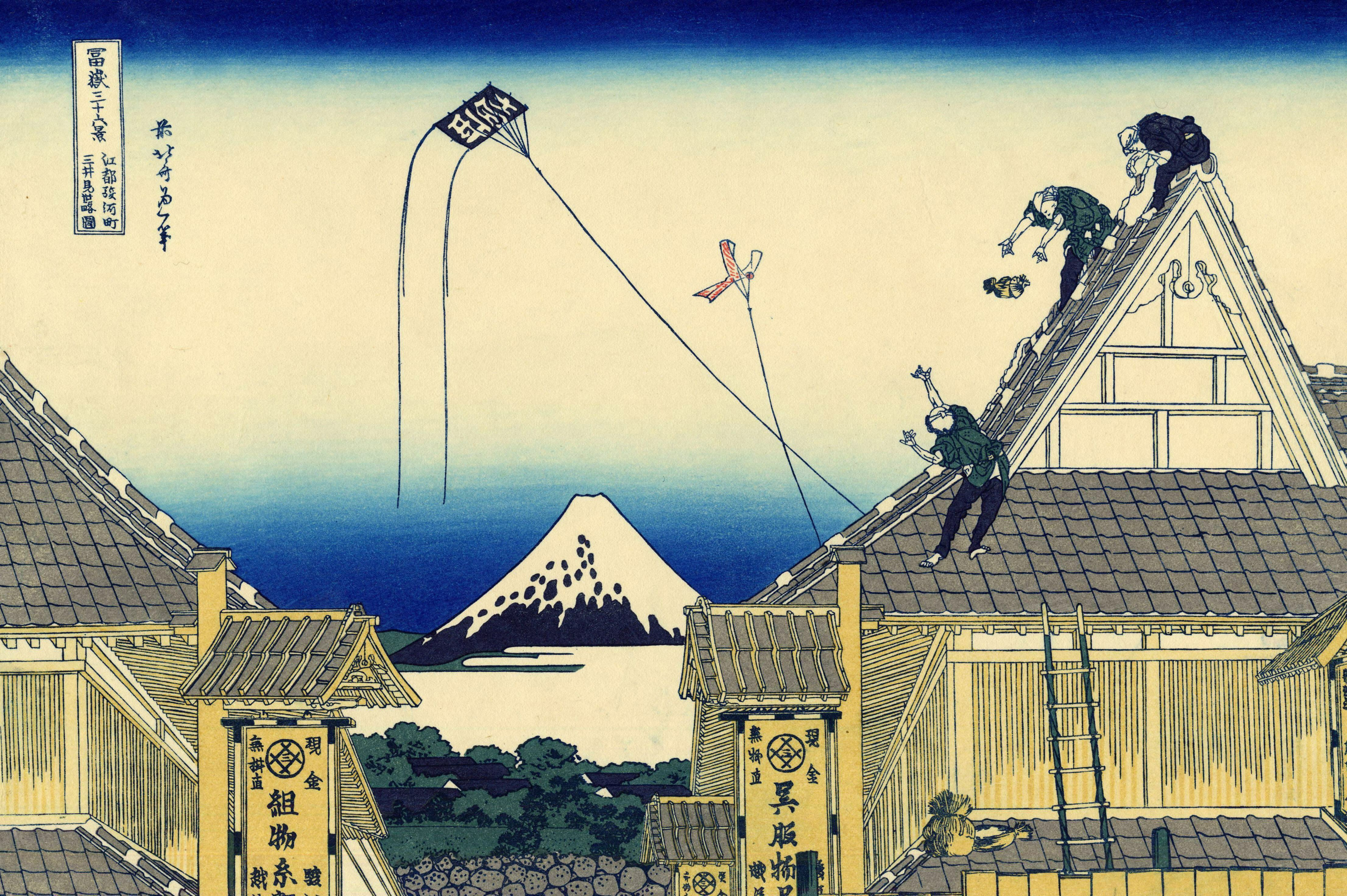
Magazinele Mitsui din strada Suruga

Când Takatoshi a decedat în 1694, devenise atât negoțătorul japonez cel mai prosper cât și bancherul cel mai prosper. Înainte de a muri, a scris un testament pe care fiul său mai mare l-a codificat într-un fel de cod al familiei în 1722. Până în 1945, fiecare membru al familiei, când atingea vârsta de 20 de ani, trebuia să se jure că o va respecta. În acest cod, membrii familiei erau îndemnați să fie chibzuiți, să evite luxul și să angajeze oameni talentați în afaceri.
Prima persoană care a fost angajat ca manager general fără să fie membru al familiei Mitsui, a fost Rizaemon Minomura (1821-1877). El este cel care a separat magazinele familiei de băncile familiei, astfel punând bazele firmelor Mitsui Bussan (companie de comerț, actualmente Mitsui & Co., LTD.) și Banca Mitsui în 1876.
În 1900, familia Mitsui a revizuit codul familiei, conducerea firmelor trecând din mâinile familiei în mâinile unei așa-zise „holding company” care avea o direcție de manageri care primeau salarii. 
Prin anii 1920, firmele Mitsui Bussan avea control asupra ca. jumătate din comerțul exterior al Japoniei.
În timpul celui de-al doilea râzboi mondial, între 1942 și 1945, conglomeratul Mitsui Zaibatsu era cea mai mare firmă particulară din lume, având ca angajați peste un milion de persoane, mulți dintre ei asiatici angajați cu salarii de mizerie.
În septembrie 1945, americanii au ordonat dezmembrarea zaibatsu-rilor, au împărțit firma Mitsui Bussan în ca. 200 de minifirme și au interzis acestora să angajeze mai mult de 100 de foști angajați Mitsui. În plus, folosirea numelui Mitsui pentru aceste firme a fost interzisă. Doar în 1958, numele firmei Dai-ichi Bussan (numele firmei de comerț de după dezmembrarea zaibatsu-rilor) și-a reprimit numele originar, Mitsui Bussan.
Astăzi, firma Mitsui & Co., LTD. este membră a keiretsu-lui Mitsui. Acesta produce 30% din automobilele japoneze, 40% din metalele neferoase, 25% din textile și 20% din utilajele electrice.